# 後藤明美
後藤 明美（ごとう あけみ、1965年2月12日 - ）は、秋田県出身の元プロ野球選手（投手）。

## 来歴・人物
実家は農家で、家業を継ぐために進学した園芸科のある増田高から1982年のプロ野球ドラフト会議で西武ライオンズから6位指名を受け入団。
1985年と1986年は、MLB傘下の1A・サンノゼ・ビーズに野球留学した。一軍での登板がないまま、1990年限りで現役を引退。
引退後は打撃投手に転身し、広報担当を経てファームディレクター補佐兼若獅子寮長兼メディカル統括。2022年現在は一軍用具チーフ。

## 詳細情報

### 年度別投手成績
- 一軍公式戦出場なし

### 背番号
- 68 （1983年 - 1990年）
- 94 （1991年）
- 06 （1992年）

## 関連情報
- 秋田県出身の人物一覧
- 埼玉西武ライオンズの選手一覧
- 日本人のマイナーリーグ選手一覧